# Нормкор
Нормко́р (англ. Normcore) — современная унисекс тенденция в моде, характеризующаяся выбором непритязательной одежды, стремление выглядеть «обычно», «как все», не выделяться.

## Происхождение
Слово Normcore образовано от слияния английских слов normal (нормальный, обычный) и core (сердцевина, ядро), в противовес hardcore (интенсивный, безжалостный). Термин появился в словаре Urban Dictionary в 2009 году, но стал употребляться после того, как арт-группа K-HOLE упомянула его в своём докладе Youth Mode: A Report on Freedom, опубликованном в конце 2013 года. Настоящую популярность слово приобрело после выхода статьи в журнале New York Magazine в начале 2014 года.
Нормкор характеризуют как реакцию на перенасыщение модой, и слишком быстро меняющиеся модные тенденции. Также отмечают, что нормкор это возвращение тенденций «антимоды» 1990-х, характерных для стиля гранж. Некоторые критики отмечают цель нормкора как — «прекратить собираться по кучкам и наладить контакт между всеми людьми на планете».

## Описание
Тенденция в выборе одежды характеризуется стремлением выглядеть «обычно». Это не означает, что люди, выбирающие этот стиль, не модные, предпочитающие носить то, что подворачивается под руку, но что они сознательно выбирают одежду, которая непримечательна. Часто, для подчёркивания престижности, одежда может содержать хорошо заметную этикетку. Некоторые наоборот предпочитают одежду без брендов и этикеток.
Одежда нормкор включает в себя пункты повседневной одежды, такие как футболки, толстовки с капюшоном (худи), водолазки и ветровки, классические джинсы, кроссовки, кеды и т. д..